# チビッコ作文教室
『チビっ子作文教室』（ちびっこさくぶんきょうしつ）は、CBCラジオで毎週日曜日に放送されているラジオ番組。1974年放送開始。開始から長年にわたって大須ういろの一社提供だった（一時期は大須ういろを含めた複数提供）。現在では川口技研の一社提供になっている。

## 概要
毎週、日替わりで小学生の作文を紹介していく内容。「メイコのチビッコ作文教室」のタイトルで、中村メイコが長年パーソナリティを務めていたが、2009年3月で降板。小高直子（CBCアナウンサー）に交代してから現在のタイトルとなっている。
以前は『サンデーみか 〜Mika's MUSIC MUSEUM〜』→『小堀勝啓の新栄トークジャンボリー』に内包された1コーナーとして放送されていたが、2014年4月より独立番組（12:00 - 12:10。但し、1月2日又は3日が日曜の場合は箱根駅伝中継終了後）として放送されている。

## パーソナリティー
- 中村メイコ（1974年 - 2009年3月末）
- 小高直子（2009年4月 - 現在）